# 上河内サービスエリア

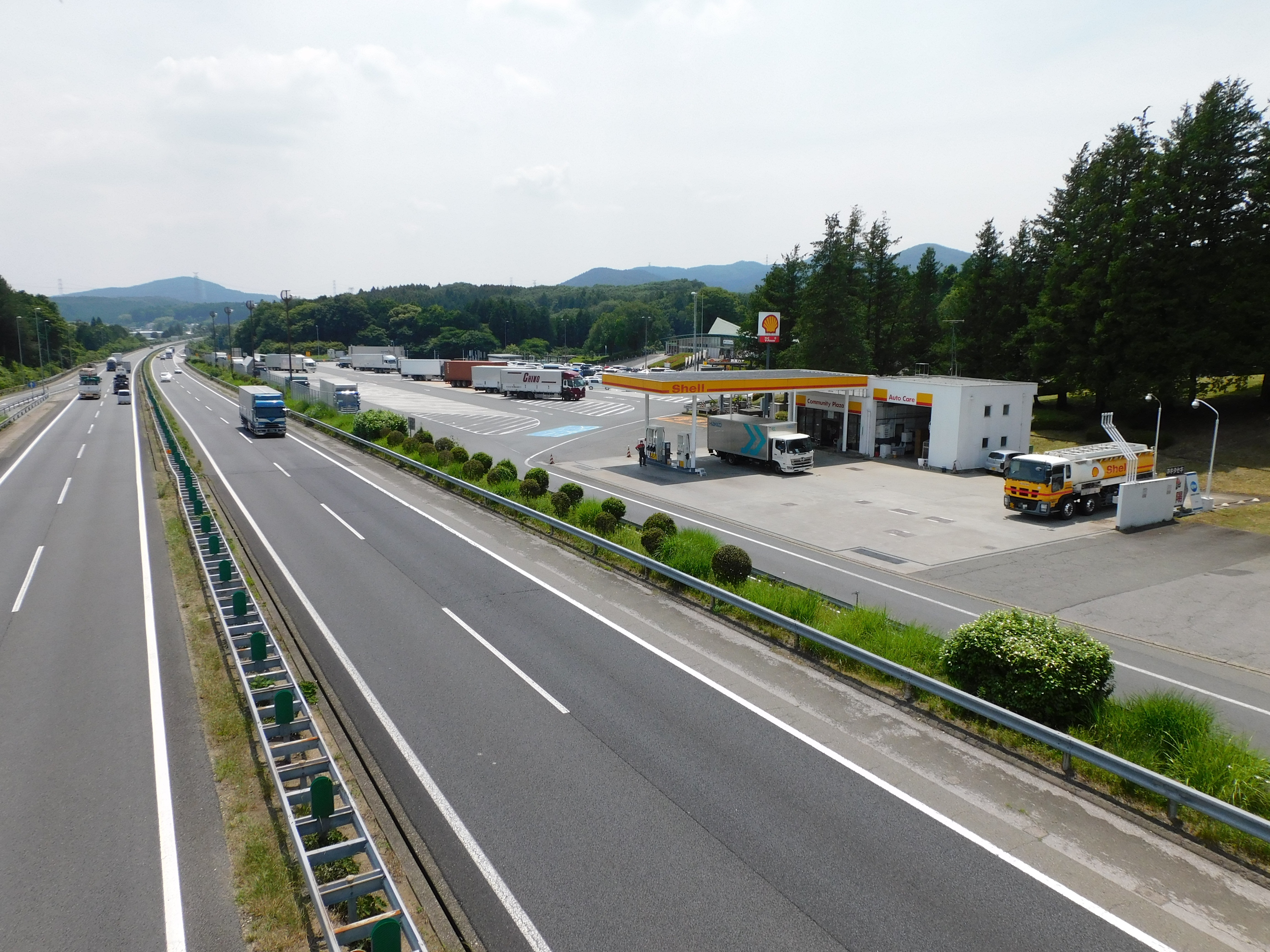
下り線施設（2021年6月）

上河内サービスエリア（かみかわちサービスエリア）は、栃木県宇都宮市今里町にある東北自動車道のサービスエリア。上河内スマートインターチェンジを併設する。

## 概要
栃木県北端の那須高原SAと南端の佐野SAの中間部（やや北寄り）に位置する。東北自動車道の3車線区間が宇都宮ICまで拡幅されて以降、行楽シーズンに渋滞の先頭地になることが多くなっている。
施設内のレストラン・売店は下り線を地場食品メーカーのフタバ食品、上り線をあさやホテルが運営受託しており、フードコートでは宇都宮餃子などをそれぞれ提供している。2008年7月に下り線のレストラン・売店区画が改装され、黒磯駅でフタバ食品が販売し続けた駅弁「九尾」（きゅうび）の名称を踏襲した和風レストランやスイーツショップ「O・CHA・U・KE・YA（おちゃうけ=御茶請け=や）」が開店している。
2024年（令和6年）4月23日、上り線がリニューアルオープンした。

## 施設

### 上り線（東京方面）
出典
- 管理：ネクスコ東日本エリアトラクト[3]
- 運営：あさやホテル
- 駐車場
  - 大型：70台
  - 小型：112台
  - 身障者用
    - 小型：5台
- トイレ
  - 男性：大7（和式1・洋式6）・小20

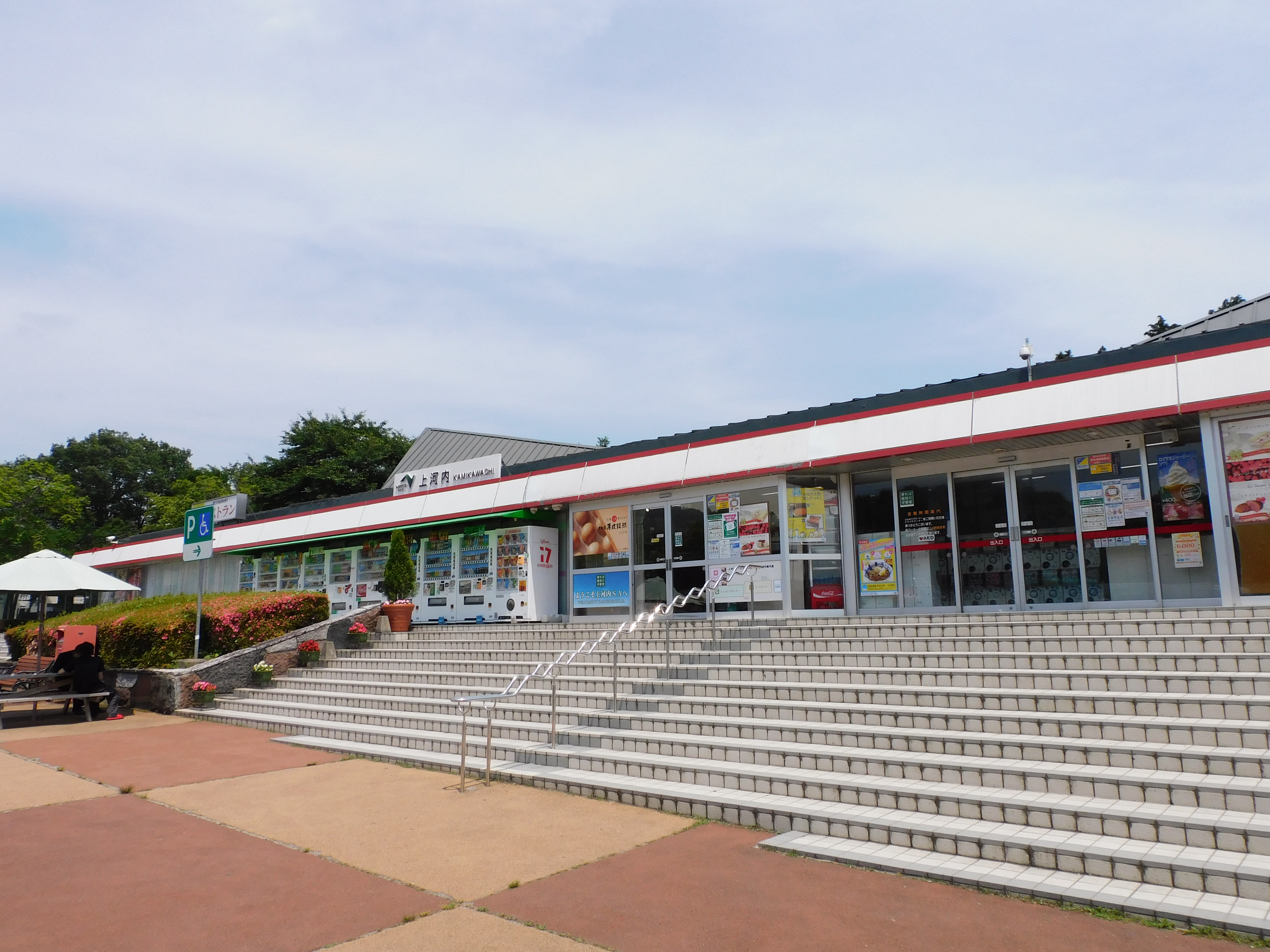
上り線飲食・物販施設

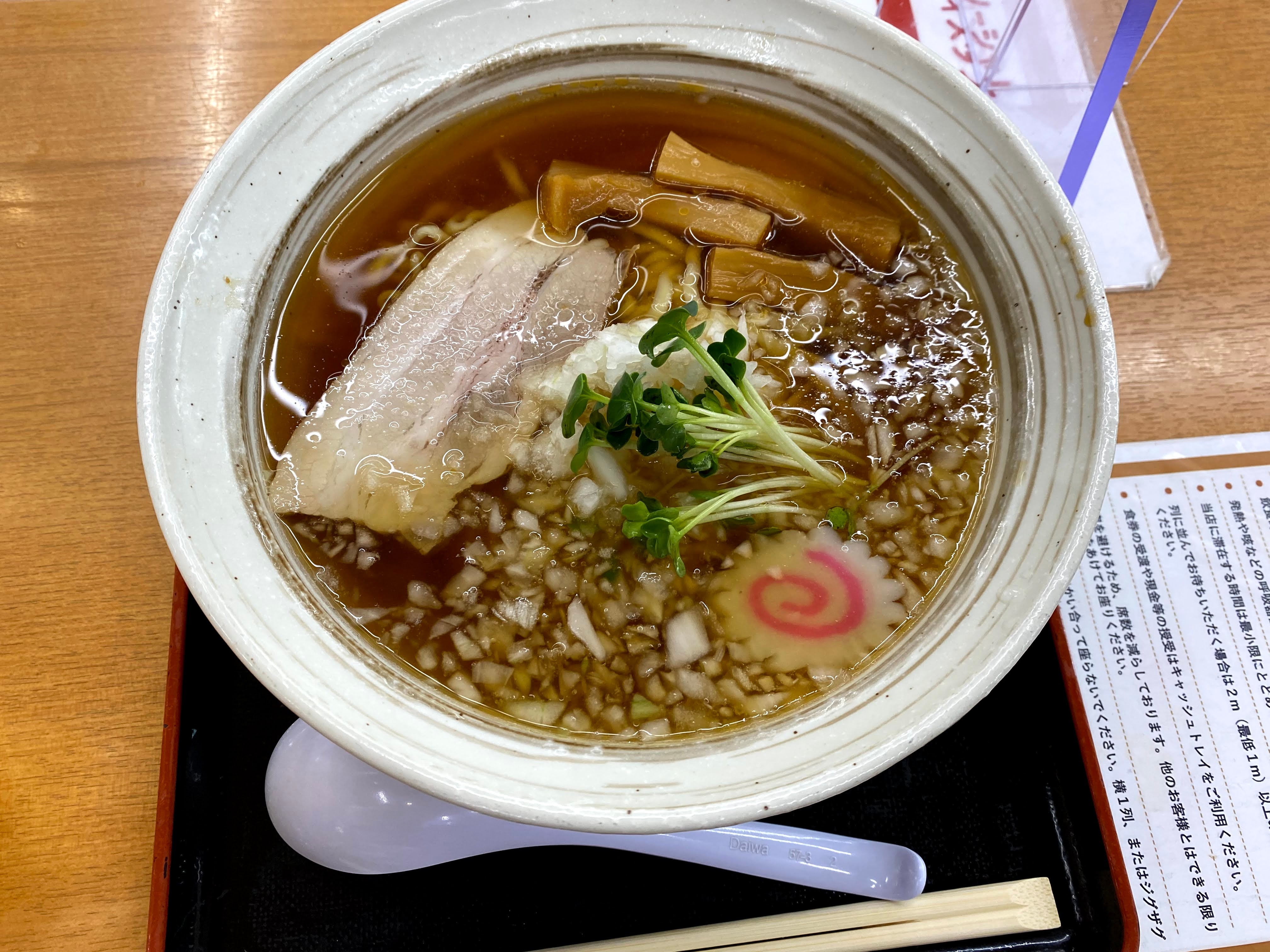
上河内ラーメン

    - オストメイト対応設備が設置されている[4]。

  - 女性：32（和式6・洋式26）
    - オストメイト対応設備が設置されている[4]。
    - 同伴の男児用2

  - 身障者用：1
- 軽食・カフェ・レストラン
  - フードコート「KAMIKAWACHI GARDEN」（24時間）[1]
- ショッピングコーナー「なないろマルシェ」（24時間）[1]
- 給油・給電
  - ガソリンスタンド（apollostation（東日本宇佐美）、24時間）[5]
  - 給電スタンド（24時間）
  - スプレー式洗車機
- 生活・暮らし
  - 自動販売機（24時間）
  - ATM「セブン銀行」（24時間）
  - E-NEXCO Wi-Fi SPOT
  - 郵便ポスト
- 喫煙所
- 自動体外式除細動器（AED）
- 車椅子無料貸し出し
- 高速道路サービス
  - ハイウェイ情報ターミナル
  - 一般道からの出入口（ウォークインゲート）
  - スマートIC（24時間）
    - 入口利用の場合は全ての施設が利用可
    - 出口利用の場合は全ての施設が利用不可

  - ETC履歴プリンタ（24時間）
  - ハイウェイスタンプ（24時間）
- ベビーコーナー（24時間）

### 下り線（青森方面）
出典
- 管理：ネクスコ東日本エリアトラクト[3]
- 運営：フタバ食品
- 駐車場
  - 大型：48台
  - 小型：168台
  - 身障者用
    - 大型：1台
    - 小型：6台
- トイレ
  - 男性：大7（和式1・洋式6）・小20

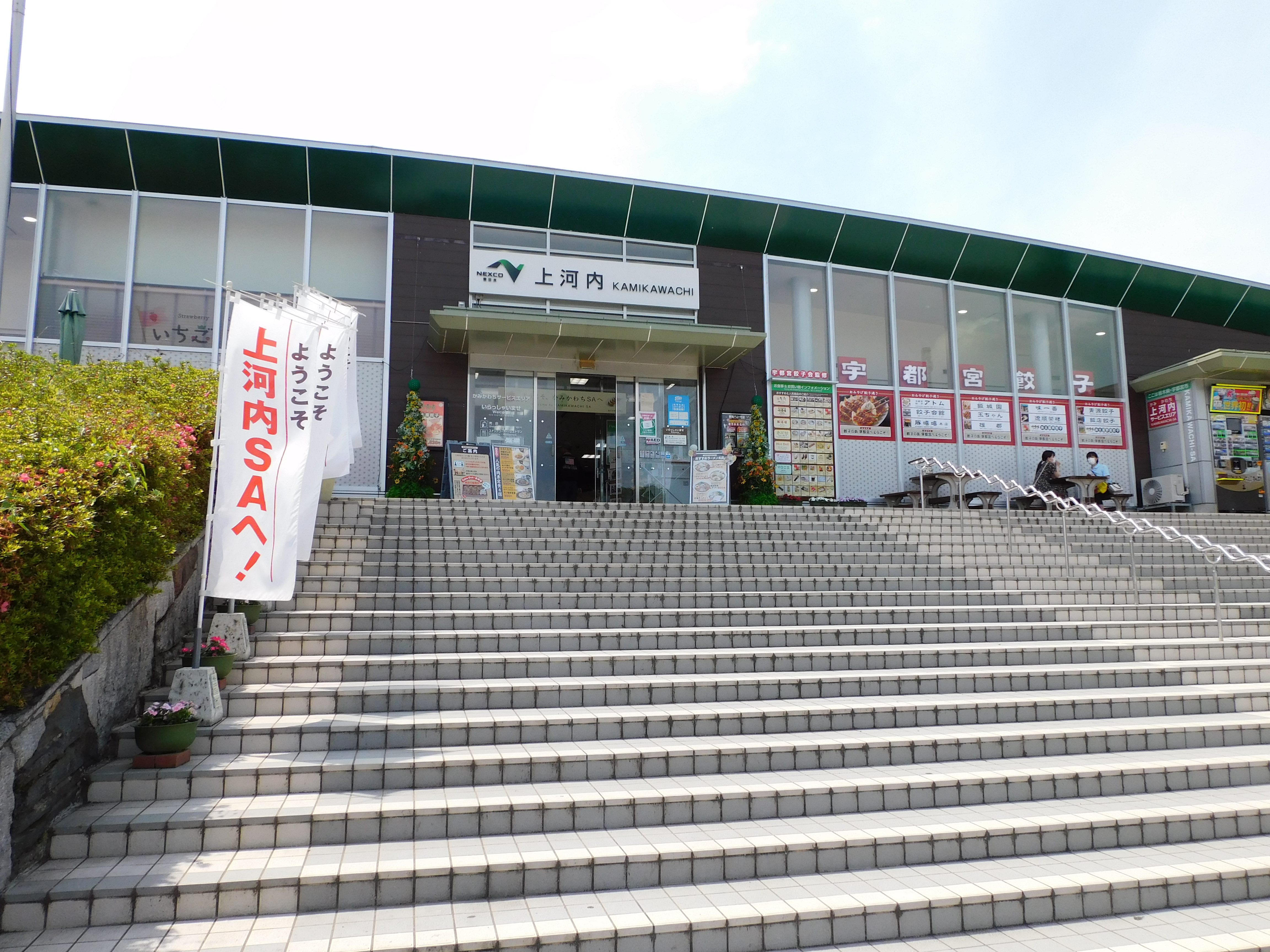
下り線飲食・物販施設

    - オストメイト対応設備が設置されている[4]。

  - 女性：32（和式6・洋式26）
    - オストメイト対応設備が設置されている[4]。
    - 同伴の男児用２　

  - 身障者用：1
- 軽食・カフェ・レストラン
  - レストラン「和食  九尾」（7:00 - 22:00）（LO:21:30）
  - フードコート
    - 黄ぶな（24時間）
    - 豚嘻嘻（24時間）
    - Hot Deli（24時間）

  - 餃子コーナー「宇都宮餃子  豚嘻嘻」（7:00 - 21:00）（LO:20:30）
- お土産・産直販売
  - ショッピングコーナー「マロニエ」（24時間）
- 給油・給電
  - ガソリンスタンド（apollostation（太陽鉱油）、24時間）[7]
  - 給電スタンド（24時間）
- 生活・暮らし
  - 自動販売機（24時間）
  - 宝くじ（9:00 - 17:00、12月31日〜1月3日は定休日）
  - ATM「セブン銀行」（24時間）
  - E-NEXCO Wi-Fi SPOT
  - 郵便ポスト
- 喫煙所
- 自動体外式除細動器（AED）
- 車椅子無料貸し出し
- 高速道路サービス
  - ハイウェイ情報ターミナル
  - 一般道からの出入口（ウォークインゲート）
  - スマートIC（24時間）
    - 入口利用の場合は全ての施設が利用可
    - 出口利用の場合は全ての施設が利用不可

  - ETC履歴プリンタ（24時間）
  - ハイウェイスタンプ（24時間）
- ベビーコーナー（24時間）

## 上河内スマートインターチェンジ

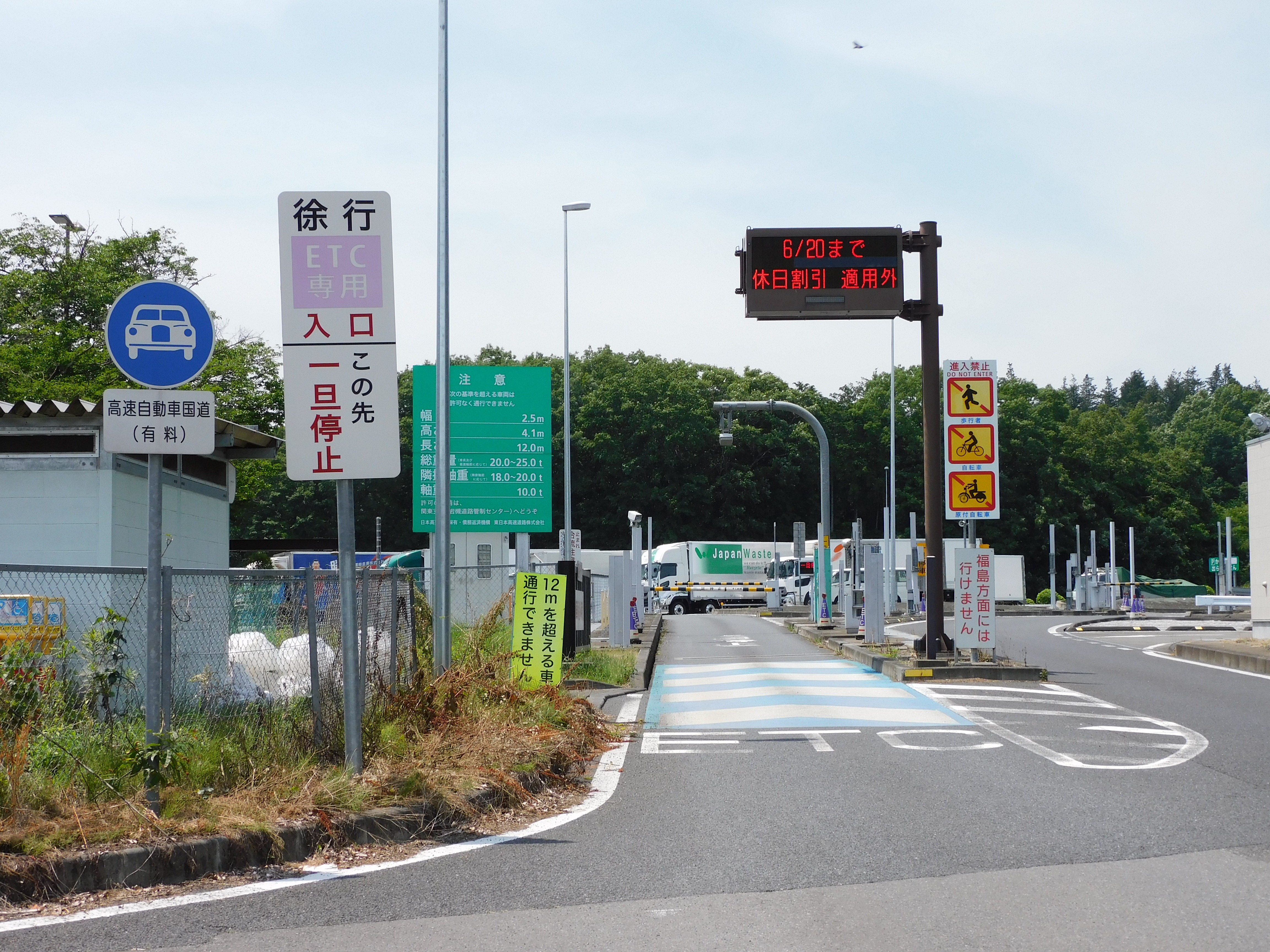
上り線出入口（2021年6月）

上河内スマートインターチェンジ（かみかわうちスマートインターチェンジ）は、上河内サービスエリア（SA）上に併設されているスマートインターチェンジである。
- 利用可能時間：24時間[9]
- 対応車種：ETC車載器を搭載した全車種（車長12.0m以下）[9]
- 利用可能方向：全方向[9]

### 概要
サービスエリアの業務用出入口道路を活用し、スマートインターチェンジが上河内スマートインターチェンジ地区協議会事務局（宇都宮市役所内）によって運営されている。業務用出入口道路は市道（現:県道348号）と接しており、東方向は栃木県道63号藤原宇都宮線と交差し、北側は塩谷町市街地へ、南側には国道293号との「中里原」交差点があり、矢板インターチェンジから南に離れた宇都宮市の上河内地域とさくら市の氏家地区へのアクセスに至便な立地となっている。計画交通量は1,275台/日であるが、2012年（平成24年）に1,400台/日と計画を超え、2017年（平成29年）時点では1,560台/日となっている。

### 歴史
栃木県と日本道路公団（当時）により2005年（平成17年）4月22日から8月28日まで、宇都宮方面からの下り線出口で社会実験が実施され（栃木県内では那須高原と並び最初例）、東日本高速道路が管理となった2006年（平成18年）2月24日から再開すると共に宇都宮方面への上り線入口を開設した。2007年（平成19年）4月1日からはそのまま宇都宮方面のみ出入り可能なハーフインターとして本格運用が開始。
2010年（平成22年）12月18日に福島方面との出入口が新設され、上下両方向で出入りが可能となった。フルインター化に際して、下り線側はそれまでは上り線と共用の業務用道路（一車線）を使用し本線を高架橋で跨ぐ構造であり、上り出入口を過ぎた箇所で行き違いのための道路拡幅とSICの立地上Uターン施設の追加が困難であったことから、従来の業務用道路を使用せず新たにアクセス道路を栃木県と宇都宮市により栃木県道348号上河内スマートインター線まで新設し、従来の市道はアクセス道路とのT字路から県道63号に接する部分まで県道348号線に組み入れられた。これに伴い、下り線側のスマートICはそれまでSAの出口（本線合流）側に在ったのがSA駐車場手前の分岐点へ移設したため、宇都宮方向からSAを使用した後にスマートICから出ることは不可能となった（福島方面への流入時は使用可能）。

### 整備効果
宇都宮市はスマートインターチェンジの整備効果として上河内地区の活性化と自動車移動の時間短縮を挙げている。地区の活性化については、商業統計調査による年間商品販売額増（2007年：277.61億円⇒2014年：290.67億円）と工業統計調査による従業員数増（2006年：1229人⇒2014年1,455人）を挙げた。時間短縮については、上河内地区市民センターから矢板IC・宇都宮ICへ行く場合を例示し、矢板ICへは一般道経由で29分（16.5km）だったのが上河内SICから東北道経由で10分（12km）に、宇都宮ICへは一般道経由で14分（9.5km）だったのが上河内SICから東北道経由で9分（10.5km）になったとしている。

### 周辺
- 羽黒山 (栃木県)
- 上河内温泉
- 栃木県消防防災総合センター（栃木県消防学校・栃木県防災館（科学館）・災害物資備蓄施設）

### 接続する道路
- 直接接続
  - E4東北自動車道(10-1番)
  - 栃木県道348号上河内スマートインター線

- 間接接続
  - 栃木県道63号藤原宇都宮線
  - 国道293号

## 隣
E4 東北自動車道
(10)宇都宮IC - (10-1)上河内SA/SIC - (11)矢板IC